# Геологія Великої Британії
Геологія Великої Британії

Геологічна карта Сполученого Королівства

У геоструктурному відношенні територія країни (з півночі на південь) поділяється на такі основні тектонічні елементи:
- стародавній Гебридський масив;
- каледонський складчастий пояс Шотландії, Північної Англії та Уельсу;
- докембрійський кратон Уельсу і Мідленду;
- каледонський Лондонсько-Брабантський масив;
- герцинський складчастий пояс.

Гебридський масив складається зі стародавнього протерозойського фундаменту і платформного чохла. Фундамент представлений льюїським поліметаморфічним комплексом (2,9-1,1 млрд р.), який включає ґрануліти, пара- і ортогнейси, мігматити, прорвані інтрузивами.
Платформний чохол утворений переважно морським відкладами пізнього докембрію, кембрій-ордовику і силуру, континентальними відкладами девону, карбону, мезозойськими континентальними та морськими відкладами, палеоцен-еоценовими базальтами, а також підпорядкованими покровами ріолітів і трахітів.
Каледонський складчастий пояс, шириною близько 300 км, має північну границю, яка насунута на Гебридський масив, зону каледонського метаморфізму, ґрабен Серединної долини Шотландії (девон і карбон), каледонську неметаморфічну зону Південної Шотландії та Північної Англії (кембрій, ордовик і силур) та Уельський прогин, до якого приурочені вугленосні відклади карбону.
Докембрійський кратон Уельсу-Мідленда складений комплексом верхньодокембрійських гнейсів і кристалічних сланців, незгідно перекритих нижньопалеозойськими відкладами. Каледонський Лондонсько-Брабантський масив представлений складчастими кембрійськими, ордовицькими та силурійськими осадовими породами.
Епікаледонський чохол утворений стародавнім червоним пісковиком (девон) і платформними відкладами ниж. карбону. У межах Південної В. Б. розташована зона герцинід, складених морськими відкладами девону і карбону і прорваними гранітоїдами.
Герцинська переважно континентальна вугленосна моласа середнього і верхнього карбону наповнює численні западини на північ від фронту герцинід (Півд. Уельс, Оксфордшир, Кент). Епігерцинський платформний чохол складений пермськими, мезозойськими і кайнозойськими відкладами.
Для зони герцинід півд-зах. Англії характерні багаті родов. руд олова, вольфраму, міді та каоліну. На всій території Англії розвинуті перигляційні відклади плейстоцену.